# Garckea comosa
Garckea comosa là một loài rêu trong họ Ditrichaceae. Loài này được Dozy & Molk. Wijk & Margad. mô tả khoa học đầu tiên năm 1960.